# Jean-Pierre Kutwa

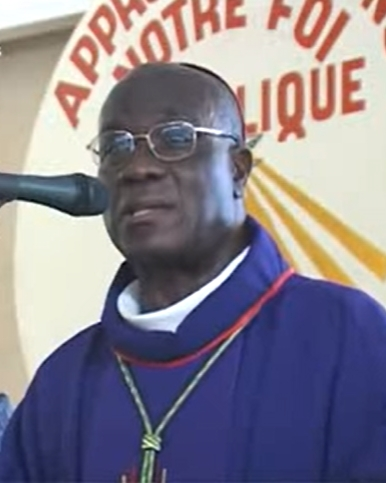
Erzbischof Jean-Pierre Kutwa (2014)

Kardinalswappen von Jean-Pierre Kutwa

Jean-Pierre Kardinal Kutwa (* 22. Dezember 1945 in Blockhauss, Abidjan, Elfenbeinküste) ist ein ivorischer Geistlicher und emeritierter römisch-katholischer Erzbischof von Abidjan.

## Leben
Wenige Tage vor Weihnachten 1970 wurde er fünfundzwanzigjährig von Erzbischof Bernard Yago zum Diakon für das Erzbistum Abidjan geweiht, am 11. Juli 1971 empfing er die Priesterweihe. 1985 folgte die Promotion in biblischer Theologie an der Päpstlichen Universität Urbaniana in Rom.
Nach dreißigjährigem Wirken als Priester in der ivorischen Hauptstadt wurde Kutwa am 15. Mai 2001 von Papst Johannes Paul II. zum Erzbischof von Gagnoa ernannt. Die Bischofsweihe spendete ihm der Erzbischof von Abidjan, Bernard Kardinal Agré, am 16. September desselben Jahres; Mitkonsekratoren waren der Bischof von Yopougon, Laurent Akran Mandjo, und der Bischof von San Pedro-en-Côte d’Ivoire, Barthélémy Djabla.
Am 2. Mai 2006 ernannte ihn Papst Benedikt XVI. zum Erzbischof von Abidjan. Am 18. Juni 2006 übernahm er die Leitung des Erzbistums Abidjan, am 29. Juni 2006 empfing ihn Benedikt XVI. im Petersdom, um das Pallium zu überreichen, das Amtszeichen der Metropolitan-Erzbischöfe. Kutwa war Vizepräsident der westafrikanischen Bischofskonferenz.
Im feierlichen Konsistorium vom 22. Februar 2014 nahm ihn Papst Franziskus als Kardinalpriester mit der Titelkirche Sant’Emerenziana a Tor Fiorenza in das Kardinalskollegium auf. Die Inbesitznahme seiner Titelkirche fand erst drei Jahre später, am 26. Februar 2017, statt.
Er engagiert sich gegen den langjährigen Bürgerkrieg und forderte konsequente Entwaffnung der Ex-Bürgerkriegskombattanten.
Am 20. Mai 2024 nahm Papst Franziskus das altersbedingte Rücktrittsgesuch von Jean-Pierre Kutwa an. Nach dem Tod von Papst Franziskus nahm er als einer der ältesten wahlberechtigten Kardinäle am Konklave 2025 teil, das Leo XIV. wählte.

## Mitgliedschaften
Kardinal Kutwa ist Mitglied folgender Organisationen der Römischen Kurie:
- Dikasterium für die Evangelisierung (seit 2014)[6]
- Dikasterium für die Institute geweihten Lebens und für die Gesellschaften apostolischen Lebens (seit 2014)[7]
- Päpstlicher Rat für die Laien (2014–2016)[7]
- Päpstlicher Rat für Gerechtigkeit und Frieden (2014–2017)[7]